# Выль Шудья
Выль-Шудья — деревня в Алнашском районе Удмуртии, входит в Азаматовское сельское поселение. Находится в 8 км к востоку от села Алнаши и в 85 км к юго-западу от Ижевска.
Население на 1 января 2008 года — 10 человек. В связи с общей убылью населения, при условии достижения нулевой численности населения до 2025 года, планируется упразднение населённого пункта.
До 2004 года деревня Выль-Шудья имела статус выселка.

## История
На 15 июля 1929 года починок Виль Шудья находился в составе Алнашского сельсовета Алнашского района. В том же году в СССР начинается сплошная коллективизация, в выселке Выль-Шудья образована сельхозартель (колхоз) «Искра».
Репрессированные жители деревни в 1920—1950-е годы:
- Алексеев Матвей Алексеевич (1874 г.р.) — арестован 2 ноября 1937 года; приговор: 10 лет;
- Герасимов Александр Герасимович (1908 г.р.) — арестован 25 октября 1940 года; приговор: 7 лет[5].

В 1950 году проводится укрупнение сельхозартелей, образован колхоз «имени Пушкина», в состав которого отошёл выселок.
Указом Президиума Верховного Совета УАССР от 25 марта 1971 года выселок Выль-Шудья перечислен из Алнашского в Азаматовский сельсовет.
Постановлением Госсовета УР от 26 октября 2004 года выселок Выль-Шудья Азаматовского сельсовета был преобразован в деревню Выль-Шудья. 16 ноября 2004 года Азаматовский сельсовет был преобразован в муниципальное образование «Азаматовское» и наделён статусом сельского поселения.